# Kane și Abel
Kane și Abel (în engleză Kane and Abel) este un roman din 1979 al scriitorului englez Jeffrey Archer.
Cartea a fost publicată în Regatul Unit în 1979 și în Statele Unite în februarie 1980, vânzându-se peste un milion de exemplare în prima săptămână și devenind un succes internațional. A ajuns pe locul 1 în lista de bestseller-uri a New York Times. Până în 2009, au fost vândute aproximativ 34 de milioane de exemplare la nivel mondial.
O continuare a acestei cărți, The Prodigal Daughter, are ca personaj principal pe fiica lui Abel, Florentyna.
În 2003, Kane și Abel s-a clasat pe locul 96 în sondajul „The Big Read” al BBC. Kane și Abel se numără printre cele mai vândute cărți din lume, având vânzări similare cu Să ucizi o pasăre cântătoare, de Harper Lee și Pe aripile vântului, de Margaret Mitchell.

## Rezumat
Kane și Abel este un roman  despre putere, glorie, ambiție și răzbunare, care povestește istoria a două vieți diferite.
W. L. Kane și Abel Rosnovski sunt doi oameni fundamental deosebiți, ale căror destine sunt umbrite de obsesia de a se distruge unul pe celălalt. Primul, un milionar din Boston, celălalt un emigrant polonez sărac, născuți în aceeași zi a anului 1906 ajung în protipendada societății americane a secolului al XX-lea.
Traversând o perioadă de 60 de ani, romanul Kane și Abel este o poveste captivantă despre doi oameni de afaceri puternici și neîndurători, a căror ultimă confruntare zguduie atât lumea financiară cât și propriile lor vieți.
Kane, în timp ce studiază la Harvard, află că nașul său, Henry, a înșelat-o pe mama sa și că identitatea sa reală este Vitorio Tossana. Acest lucru duce la moartea mamei sale și la alungarea lui Henry din conac.
Pe de altă parte, Abel Rosnovski este crescut în pădure de o familie de vânători și este cunoscut pentru inteligența sa. Este invitat să locuiască în castelul unui baron, dar acesta este ocupat de germani în timpul Primului Război Mondial și baronul este ucis. Abel se mută în Siberia, fuge în Turcia și apoi emigrează în Statele Unite.
În America, Abel lucrează ca chelner la un hotel și studiază economia. În timpul Marii Depresiuni, proprietarul hotelului se sinucide și îi lasă proprietatea sa lui Abel. Abel redenumește hotelul „Baron” și încheie un parteneriat cu politicianul Henry Osborne.
Copiii lui Abel și Kane se îndrăgostesc și se căsătoresc fără să știe de dușmănia părinților lor. În timp ce Kane și Abel continuă să fie dușmani, nu își dau seama că își influențează viețile reciproc. Povestea se încheie cu moartea lui Abel și cu nepotul său William care îi oferă banderola de argint care l-a marcat odată ca baron. Această poveste pune întrebări profunde despre complexitatea motivației umane, înșelăciune și reconciliere.
„Dacă Premiul Nobel s-ar acorda pentru arta povestirii, Jeffrey Archer l-ar primi cu certitudine” (Newcastle Evening Chronicle).